# Dalmata utca 101.
A Dalmata utca 101. (eredeti cím: 101 Dalmatian Street) 2018 és 2020 között futott brit–kanadai televíziós flash animációs vígjátéksorozat, amelynek alkotói Anttu Harlin és Joonas Utti, rendezője a magyar származású Weigert Miklós.
Amerikában 2018.december 18-án, míg Magyarországon a Disney Channel mutatta be 2018. december 21-én, és 2020. szeptember 11-én az M2 is bemutatta.

## Ismertető
99 dalmát kölyökből álló nagy család, akiknek a neve "D" betűvel kezdődik, valamint szüleik, Doug és Delilah, akik Pongo és Perdita dédunokája. A dalmáták a 21. századi Londonban élnek a Camden Townban található Dalmácia utca 101.
-ben. A tulajdonosuk, Dodie Smith elutazott egy szigetre.

## Szereplők

### Főszereplők
| Szereplő        | Eredeti hang          | Magyar hang            |
| --------------- | --------------------- | ---------------------- |
| Dylan           | Josh Brener           | Czető Roland           |
| Dolly           | Michaela Dietz        | Berkes Boglárka        |
| Delilah         | Ella Kenion           | Bertalan Ágnes         |
| Doug            | Rhashan Stone         | Varga Rókus            |
| Dizzy           | Nefeli Karakosta      | Nagy Mira              |
| DeeDee          | Florrie Wilkinson     | Kobela Kíra            |
| Dawkins         | Rhys Isaac-Jones      | Szalai Csongor Dominik |
| Diesel          | Bert Davis            | Mayer Marcell          |
| Dante           | Kyle Soller           | Nagy Gereben           |
| Destiny         | Lauren Lindsey Donzis | Pál Zsófia             |
| Deja Vu         | Lauren Lindsey Donzis | Pál Zsófia             |
| Dallas          | Abigail Zoe Lewis     | Pál Zsófia             |
| Delgado         | Jack Binstead         | TBA                    |
| D.J.            | Maxwell Apple         | TBA                    |
| Deepak          | Nikhil Parmar         | Berecz Kristóf Uwe     |
| Da Vinci        | Akiya Henry           | TBA                    |
| Dorothy         | Margot Powell         | Boldog Emese           |
| Dimitri 1, 2, 3 | Rocco Wright          | TBA                    |

### Mellékszereplők
| Szereplő            | Eredeti hang        | Magyar hang  |
| ------------------- | ------------------- | ------------ |
| Big Fee             | Aimee-Ffion Edwards | Vári Attila  |
| Fergus              | Conor MacNeill      | Moser Károly |
| Szörnyella de Frász | Michelle Gomez      | Kovács Nóra  |

## Magyar változat[4]
A szinkront a Disney Channel megbízásából az SDI Media Hungary készítette.
- Főcímdal és vége főcímdal: Tóth Andi
- Főcím: Endrédi Máté
- Ének: Nikodém Gerda
- További magyar hangok: Ágoston Péter, Baráth István Csuha Borbála, Égner Milán, Kelemen Noel, Nagy Gábor, Nagy Szonja, Prokópius Fanni, Richter Orsolya, Romet Alíz, Szabó Andor, Szrna Krisztián, Tokaji Csaba

## Évados áttekintés
| Évad | Évad | Epizódok | Eredeti sugárzás   | Eredeti sugárzás  | Magyar sugárzás    | Magyar sugárzás   |
| Évad | Évad | Epizódok | Évadpremier        | Évadfinálé        | Évadpremier        | Évadfinálé        |
| ---- | ---- | -------- | ------------------ | ----------------- | ------------------ | ----------------- |
|      | 1    | 50       | 2018. december 14. | 2020. február 22. | 2018. december 21. | 2020. október 15. |